# Быстрянцев, Сергей Борисович
Серге́й Бори́сович Быстря́нцев (род. 5 августа 1957, Ленинград, СССР) — российский социолог и политолог, доктор социологических наук, профессор.

## Биография
В 1979 году окончил исторический факультет ЛГПИ им. А. И. Герцена. Во время учёбы активно занимался археологией, участвовал в экспедициях в Херсонес, Оливию, Рюриково Городище в Новгородской области, Старую Ладогу. После окончания института был назначен освобожденным ответственным секретарем в Приозерский ВЛКСМ. Служил в Советской Армии в Уссурийске.
В 1992 году в СПбГУ pащитил диссертацию на соискание ученой степени кандидата философских наук, тема: «Развитие высшей технической школы на современном этапе научно-технической революции». В 2011 году защитил диссертацию на соискание ученой степени доктора социологических наук, тема: «Методология и процедуры концептуализации социологического знания» (научный консультант — доктор социологических наук, профессор В. Г. Овсянников).
Заведующий социологической лабораторией в ГМТУ (1992—1994). С 1994 по 1995 г. — профессор Вашингтонского университета (Washington State University). С 2000 года работал в РГПУ им. А. И. Герцена. С 2007 года исполнял обязанности профессора, заведующего кафедрой политологии СПБГУЭиФ.
В настоящее время — профессор кафедры международных отношений, медиалогии, политологии и истории СПБГЭУ.

## Научная деятельность
Профессор С. Б. Быстрянцев является автором более 100 научных и научно-методических работ (монографий, статей в ведущих российских и зарубежных научных журналах, учебников и учебных пособий) по методологии и методике социологических и политологических исследований, социально-политическим аспектам экономических проблем, политической и экономической социологии, конфликтологии на русском, украинском, английском, венгерском, китайском языках. Индекс Хирша — 8.

## Основные публикации
- Политология. Сто основных дефиниций (научных определений) для китайских студентов, изучающих европейскую политическую науку: Учебник. — СПб: СПбГУЭФ, 2012.
- Проблема поиска методологической схемы в социально-политических науках. // Известия Санкт-Петербургского университета экономики   и финансов. Периодический научный журнал, №2(50).— СПб, 2007.
- Особенности языка социологических концепций. // Вестник Чувашского университета. Гуманитарные науки. №4. — Чебоксары, 2007.
- Процедура измерения в социально-политических науках. // Известия Российского государственного педагогического университета имени А. И. Герцена. №11(62): Общественные и гуманитарные науки: Научный журнал.— СПб, 2008.
- Методологическая неопределенность социологии. // Вестник Челябинского университета, выпуск 12, №18(156). —  Челябинск, 2009.
- Модели в социологии. // Известия Российского государственного педагогического университета имени А. И. Герцена. №118: Общественные и гуманитарные науки: Научный журнал. — СПб, 2009.
- Научные понятия как подсказка концептуализирующему мышлению. // Вестник Челябинского университета, выпуск 13, №29(167). — Челябинск, 2009.
- Метатеоретический уровень социологической науки. // Журнал Российской социологической ассоциации, №1. — Москва, 2010.
- Кадровое планирование как элемент социальной политики на муниципальном уровне. // Социология и право. Научный журнал. №4(30). — СПб:. Санкт-Петербургский университет управления и экономики. 2015.
- К определению дефиниции территориальная социальная общность. // Теория и практика сервиса: экономика, социальная сфера, технологии. Научный рецензируемый журнал. №2 (24). — СПб: Санкт-Петербургский государственный экономический университет, 2015.